# Michael Creed (cyclisme)
Michael Creed, né le 8 janvier 1981 à Twin Falls, est un coureur cycliste américain.

## Biographie
Michael Creed intègre en 2000 l'équipe 7 UP-Colorado Cyclist. Il est cette année-là vice-champion des États-Unis du contre-la-montre et de la course en ligne espoirs. En 2001, il rejoint l'équipe Prime Alliance, qui évolue en troisième division (GSIII). Il gagne une étape de la Ronde de l'Isard, dont il prend la troisième place du classement général. Il participe aux championnats du monde à Lisbonne au Portugal. Il y prend la 20e place du contre-la-montre des moins de 23 ans et la 6e de la course en ligne de cette catégorie. Il est à nouveau présent aux championnats du monde de 2002, à Zolder en Belgique. Il s'y classe 17e du contre-la-montre et 50e de la course en ligne. En 2003, il est champion des États-Unis du contre-la-montre espoirs et connait une troisième participation aux championnats du monde espoirs à Hamilton au Canada, où il se hisse à la sixième place du contre-la-montre.
En 2004, il est recruté par l'équipe US Postal, dans laquelle évolue le vainqueur du Tour de France Lance Armstrong. Cette équipe devient en 2005 Discovery Channel. En 2006, il rejoint l'équipe TIAA-CREF, qui prend le nom de Slipstream en 2007. En 2008, il court pour Rock Racing, puis pour l'équipe Type 1 en 2009 et 2010, et pour Kelly Benefit Strategies de 2011 à 2013.
Après sa carrière de coureur, il devient directeur sportif de l'équipe continentale SmartStop en 2014 et 2015. L'équipe disparaît à l'issue de la saison 2015.

## Palmarès sur route

### Par années
| - 1997 - Nevada City Classic juniors - 1998 - 5e du championnat du monde du contre-la-montre juniors - 1999 - 3e du Dusika Jugend Tour - 2000 - 2e du championnat des États-Unis du contre-la-montre espoirs - 2e du championnat des États-Unis sur route espoirs - 2001 - Champion des États-Unis du contre-la-montre espoirs - 5e étape de la Ronde de l'Isard d'Ariège - 1re étape de la Chums Classic - 2e du Tour of the Gila - 2e de la Chums Classic - 3e de la Ronde de l'Isard d'Ariège | - 2002 - Champion des États-Unis du contre-la-montre espoirs - 3e de la Ronde de l'Isard d'Ariège - 2003 - Champion des États-Unis du contre-la-montre espoirs - Boulevard Road Race - 3e étape de la Sea Otter Classic - 2004 - Cascade Classic : - Classement général - 2e étape - 2010 - 1re étape du Tour d'Atlanta (contre-la-montre) - 2e de la Mount Hood Cycling Classic |

### Classements mondiaux
| Année         | 2008 |
| ------------- | ---- |
| UCI Asia Tour | 249e |

## Palmarès sur piste

### Championnats des États-Unis
- 2006
  -  Champion des États-Unis de la course aux points
  -  Champion des États-Unis de poursuite par équipes (avec Michael Friedman, William Frischkorn et Charles Bradley Huff)
- 2007
  -  Champion des États-Unis de poursuite par équipes (avec Michael Friedman, Colby Pearce et Charles Bradley Huff)